# Forces auxiliaires
Le Forces auxiliaires, ovvero Forze ausiliarie (in arabo القوات المساعدة‎?, al-Quwwāt al-Musā`idah; in berbero: ⵉⴷⵡⴰⵙⴻⵏ ⵉⵎⴰⵡⵡⴰⵙⴻⵏ, Idwasen Imawwasen o Imxazniyen) sono una milizia paramilitare giuridicamente parte delle Forze armate marocchine, ma poste sotto il comando del Ministero degli interni andando ad integrare le forze armate, la Gendarmeria e la polizia quando necessario. Ha inoltre partecipato a conflitti militari come la guerra del Sahara Occidentale.
Inoltre, contribuiscono a mantenere l'ordine e sono anche presenti come guardia di confine, nonché principale forza di riserva per i vigili del fuoco durante gli incendi boschivi. Durante gli anni di piombo i centri di custodia, come Tazmamart e Agdz, vennero gestiti principalmente da elementi delle forze ausiliarie. Oggi le unità delle forze ausiliarie sono principalmente utilizzate per reprimere le manifestazioni.
Le forze ausiliarie è una continuazione di un'unità militare a basso rango composta da Tirailleurs senegalesi e Goumier, utilizzati dai francesi durante l'area del protettorato, per reprimere i marocchini. Dal momento che la polizia ufficiale francese pattugliava solo nell'area europea, questa unità era responsabile del mantenimento dell'ordine nei quartieri marocchini.
Sono conosciuti colloquialmente come  mroud  (una parola berbera per un tipo di cavalletta), mkhaznia (da Makhzen) o come imxazniyn in berbero.

## Missione
Le missioni delle forze ausiliarie sono di sostenere le forze di sicurezza e l'esercito, mantenere la sicurezza pubblica, e partecipare a missioni operative di difesa del territorio.

## Storia
Dopo la seconda guerra mondiale, la Francia si stava riprendendo dalla guerra e invece di rilasciare i goumiers feriti o coloro che avevano raggiunto l'età pensionabile, l'esercito francese preferiva ridistribuirli in un organo sussidiario. Eseguivano lavori saltuari e assistevano le truppe regolari quando necessario. Ufficialmente chiamati mokhaznis, essi erano posti sotto il Ministero degli Interni. Le loro missioni erano di sopprimere le varie manifestazioni e rivolte che scuotevano il Marocco da poco indipendente. In "tempo di pace", i mokhaznis fornivano la sicurezza degli edifici pubblici e assistevano nella consegna della posta in regioni remote.
Nel 1971 e nel 1972, il re Hassan II sfuggì appena a due tentativi di colpo di stato da parte dell'esercito marocchino, in un clima di evidente diffidenza tra la monarchia e l'esercito. Questo clima incoraggiò la crescente forza della polizia e la rinascita delle forze ausiliarie, messa in attesa dopo l'indipendenza. Il re nominò personalmente due membri anziani delle Reali Forze Armate marocchine per condurre le forze ausiliarie nel 1974. Le forze ausiliarie vennero designate a guidare nel mantenimento dell'ordine e del rapido ristabilimento dell'ordine nelle zone colpite. Le forze ausiliarie ricevettero uno status speciale e un bilancio di nove miliardi di centimes (una fortuna al momento). Due terzi della forza erano praticamente incapaci del servizio militare per motivi di età e o di salute, "il re dovette reclutare nuovamente e ricostruire tutta la forza", ricorda un ufficiale che servì in quel momento. Non c'era penuria di candidati, ma avevano bisogno di essere disciplinati e sani. Il reclutamento iniziale venne condotto prevalentemente nelle regioni del Ouarzazate e di Errachidia. Lì, la gente era ancora ingenua e non fumava. Il re creò due zone di operazione, Nord e Sud. Nel 1975, le forze ausiliarie erano sul fronte della Marcia verde.

## Guerra del Sahara Occidentale
Quando scoppiò la guerra nel Sahara nel 1976, le forze ausiliarie erano ancora una volta in prima linea. Erano armate solo con una versione fabbricata localmente del mitra Beretta M3 e avevano ricevuto molto poco addestramento al combattimento. Erano state confinate sulle basi isolate più alte in mezzo al deserto e gli fu impedito di cambiare posizione. Di conseguenza, furono facile preda per i combattenti del Fronte Polisario ed intere loro compagnie vennero abbattute e catturate.
In realtà, il comando supremo dell'esercito marocchino (il generale Dlimi e Hassan II) sottovalutò la forza del nemico e non sapeva nulla della natura di questa regione. Inoltre, il re aveva sempre paura di mettere le armi nelle mani dei militari, ma alla fine, dopo aver intervistato personalmente due combattenti del Fronte Polisario, era finalmente convinto della capacità militare del Fronte Polisario. Solo allora le forze armate marocchine s'impegnarono pesantemente nel Sahara. Ma le forze ausiliarie, che servivano sotto gli ufficiali dell'esercito, agirono come esploratori, guardie di campo e truppe di supporto. Quasi due terzi delle vittime della guerra del Sahara appartengono alle forze ausiliarie. Dal 1982, le guarnigioni delle forze ausiliarie di stanza nel Sahara parteciparono, a fianco dell'esercito, nella costruzione del muro di difesa. Più tardi, gestirono e protessero le prigioni come Kelaat Mgoun o Agdz. Diversi anni dopo il cessate il fuoco del 1991, le forze ausiliarie rimasero essenziali nella gestione della questione del Sahara. A metà degli anni '90, quando il re Hassan II decise di dare alla regione la sua prima squadra di calcio, andò alle forze ausiliarie locali. Fondate nel 1978, le forze ausiliarie di Settat sono meglio conosciute come Bir Baouch, dal nome di un villaggio vicino a Settat. Nel 1983, il team venne trasferito al mroud Benslimane prima di essere chiamato di nuovo nel 1995 Jeunesse Sportive El Massira, la squadra che è ora il Sahara nel campionato nazionale di calcio.

## Soppressione delle dimostrazioni
Nella parte settentrionale del regno, le forze ausiliarie in uniforme cachi vengono viste come una forza di repressione. A Fès, Nador, Casablanca le forze ausiliarie sono state accusate di essere responsabili di diverse atrocità. C'è stata molta confusione, dato che l'esercito marocchino è stato spesso accusato di vestirsi come Forza Ausiliaria quando non pensava che le forze ausiliarie avrebbero sparato sulla folla indisciplinata perché i loro figli erano spesso in mezzo alla folla. A differenza dei militari, le caserme delle forze ausiliarie in genere si trovano nel centro della città. Possono essere mobilitate dal Governatore o dall'Ispettore Generale.
Nei primi anni '80, le forze ausiliarie erano odiate dalla popolazione. Esse rappresentavano l'autorità nella sua forma più abusiva, più brutale. Oltre alla repressione delle manifestazioni, le forze ausiliarie rimanevano a stretto e quotidiano contatto con la strada. Sono dappertutto: nei suq, nelle prefetture, in ospedali, uffici postali, stadi e anche all'ingresso delle sale cinematografiche. Più semplicemente, sono gli occhi e le orecchie del sistema.

## Amministrazione
Nelle prefetture, gran parte del Makhzen amministrativo è a disposizione dei sindaci e dei governatori. Questi oggi si trovano all'ingresso degli edifici e delle porte delle persone importanti. Fanno tutto, per esempio servono il tè, introducono gli ospiti, ritirano la posta, cacciano i venditori e i bambini che giocano a calcio nei pressi dei parchi pubblici di recente ristrutturazione da parte del Comune.
Quando non sono utilizzate in occasione di eventi o nelle prefetture e nei wilaya, le forze ausiliarie sono assegnate a guardia delle frontiere. Lungo la costa del Mar Mediterraneo a nord, poi lungo la berma a sud e sud-ovest, diverse unità di forze ausiliarie mobili stanno di guardia. Nei primi anni '90, le unità di stanza a nord acquisirono importanza, dal momento che il Marocco intraprese la lotta contro l'immigrazione clandestina e il traffico di droga. Il personale inviato per monitorare il confine aumentò da 3000 nel 1992 a 4.500 nel 2004. Il Marocco è sotto una forte pressione da parte dell'Unione europea per la lotta contro il traffico di droga. Nel 2001, la televisione spagnola mostrò un membro delle forze ausiliarie aiutare a caricare un carico di droga e poi a spingere la barca in mare.

## Multifunzionalità
Il generale Laanigri, ex capo della DGSN, è stato nominato capo delle forze ausiliarie. Egli è stato incaricato della modernizzazione delle forze ausiliarie e a prepararla ad assumere nuove missioni. Dopo la sua installazione, dato che l'Ispettorato Generale si trova a Rabat, creò una terza area operativa che avrebbe esteso ai confini di Agadir in Mauritania. "La distribuzione geografica che esiste oggi è stata adottata nel 1974. A quel tempo, il Sahara non era ancora al sicuro nella geografia. Oggi la regione rappresenta quasi un terzo del territorio nazionale. Creare una terza area è dunque evidente", ha detto un comandante delle forze ausiliarie. Dalla fine degli anni '90, quasi 6.000 uomini delle forze ausiliarie sono di stanza lungo il muro di sabbia o nella caserma del sud. Il Sahara è ancora un settore delicato in cui l'applicazione della legge è una sfida importante.
Un'altra sfida al generale Laanigri, come a tutti i funzionari della sicurezza del Paese: la lotta contro il terrorismo. L'anno scorso, Cherki Drais, capo di nuova nomina della DGSN, aveva chiesto rinforzi per Laanigri. Così, pattugliamenti congiunti di elementi della polizia e delle forze ausiliarie emersero nelle principali città. Tra gli ufficiali delle FA, si parla addirittura di preparare un nuovo status dei loro corpi, con nuove missioni e nuovi modi (comprese armi e cani). Secondo attraversare l'Unità d'Intervento Mobile (la famosa CMI) dovrebbe essere sciolta nel DGSN, per essere sostituita da unità delle forze ausiliarie. "Le unità da formare al più alto livello", insiste questo specialista in questioni militari. "Dal momento che il Marocco ha riciclato il corpo delle FA tanto da farlo in profondità. Un elemento della FA deve essere perfettamente versatile ad intervenire con gendarmi, poliziotti, militari, doganali o brigate di Acqua e Foreste". Secondo alcuni suoi collaboratori, Laanigri ridusse al silenzio la spinosa questione dell'immagine dei mroud. Inoltre tenne una campagna di comunicazione e formazione all'estero  [...] "non è esclusa nessuna di queste tracce", dicono dentro l'Ispettorato Generale. Ma quale campagna prenderà per cambiare un'immagine così tenace, e la scomparsa dei riflessi che hanno la particolarità di questo corpo così speciale? Il nuovo capo mokhazni tiene la magia per evocare una maledizione che risale a 50 anni fa?

## Composizione
Le forze ausiliarie sono composte da 45.000 uomini. Nelle aree urbane e delle città, di solito non sono armate.
Le forze ausiliarie sono divise in due parti:
- Il Makhzen amministrativo, una sorta di polizia amministrativa posta di fronte o all'interno di edifici pubblici.
- Le unità di intervento rapido mobile Makhzen, una famiglia che vive nelle caserme e che è costantemente in movimento in gruppi.

## Armamenti
Come armamento, hanno MAS 36, AK-47 e FN MAG e 32 veicoli blindati UR-416.
Le forze ausiliarie hanno preso in consegna 88 veicoli blindati Lenco BearCat antisommossa, trasporto truppe, comunicazioni, protezione convoglio, e varianti SWAT.